# جان الکساندر سیمپسون
جان الکساندر سیمپسون (انگلیسی: John Alexander Simpson; ۳ نوامبر ۱۹۱۶ – ۳۱ اوت ۲۰۰۰) دانشمند در زمینه فیزیک هسته‌ای اهل ایالات متحده آمریکا بود.